# بيل ستروب
بيل ستروب (بالإنجليزية: Bill Straub)‏ هو لاعب كرة قدم أمريكي في مركز الدفاع، ولد في 11 أغسطس 1957 في فيلادلفيا في الولايات المتحدة. شارك مع منتخب الولايات المتحدة لكرة القدم. أما مع النوادي، فقد لعب مع Montreal Olympique ‏.

## وصلات خارجية
- بيل ستروب على موقع ناشيونال فوتبول تيمز (الإنجليزية)
- بيل ستروب على موقع عالم كرة القدم.نت (الإنجليزية)